# 異化 (言語学)
異化（いか、英語: dissimilation）とは、音韻論、特に歴史言語学において、語中の類似した子音や母音が類似しなくなる現象である。英語では、/r/ や /l/ などの流音が連続する場合に、異化が特によく見られる。この現象は、言語使用者が同一の言語構造の繰り返しを避けるという原則であるhorror aequiに起因することが多い。

## 具体例

### /r..r/連続における頭子音/r/の脱落（r削除）
英語のR音方言において、単語の途中のあるr（[ɹ̠ʷ]などやR音性母音になる）が他のR音の前に来る場合、berserkは/bəˈsɚk/、surpriseは/səˈpɹaɪz/、particularは/pəˈtɪk.jə.lɚ/、governorは/ˈɡʌvənɚ/のように、最初の音が脱落することがある。これは、R音が1つしかないgovernmentの発音には影響しない（英語のgovernmentは/n/を抜いて/ˈɡʌvɚmənt/と発音することがある）。
英語では、deteriorateは"de-ter-iate"、temperatureは"tem-pa-ture"のように、音節に強勢がない場合に、r削除が起こり/r/が完全に脱落することがあり、これは重音脱落と呼ばれる過程である。/r/が/bru/に含まれる場合、/j/に変化することがある（例：Febyuary → February、これは音素配列論的な要因、あるいはJanuaryのような一般的な音素列との形態論的類似性によって説明されている。Cf.nucularも同様のプロセスで生じた可能性がある)

### /r..r/の/l..r/への異化
音韻異化の比較的古い事例が、綴りにおいて人為的に元に戻された例として、英語のcolonelがあり、その標準的な発音は、北米英語では/ˈkɝnəl/（r音付き）、RPでは/ˈkɜːnəl/である。以前はcoronelと表記されていた。これは、イタリア語のcolonnelloからの異化の結果生じた、フランス語のcoronnelからの借用であった。

### /l..l/の/r..l/への異化
- ラテン語peregrinus > 古フランス語 pelegrin (とイタリア語 pellegrino とシチリア語 piḍḍigrinu) これが英語 pilgrimの由来となった[要出典][citation needed]。

## 原因
異化の原因についてはいくつかの仮説がある。ジョン・オハラによると、聞き手は長距離の音響効果を持つ音に惑わされるという。英語の/r/の場合、r音化は語の大部分に広がっている。早口の話し言葉では、多くの母音があたかもrがあるかのように聞こえることがある。ある語のrの音色の由来が1つなのか2つなのかを見分けるのは難しいかもしれない。2つある場合、聞き手は一方をもう一方の音響効果として誤って解釈し、精神的に雑音として除去してしまうかもしれない。
このような共同調音効果の相殺は、実験的に再現されている。たとえば、ギリシャ語のpakhu- (παχυ-) 「厚い」は、それ以前の*phakhu-に由来する。被験者に*phakhu-をカジュアルな会話で言ってもらうと、両方の子音からの有気性が両方の音節に広がり、母音が息もれ声になる。このような場合聞き手は、息もれ声のある母音という一つの効果を聞き、それを子音両方ではなく片方の子音に帰着させる。つまり、もう片方の音節の有気性は、長距離の共同調音効果であると仮定する。これは、ギリシャ語の歴史的変化を再現している。
もしオハラの指摘が正しければ、鼻音化や咽頭化など、遠距離効果を頻繁に引き起こす音を持つ他の言語でも異化が見られることが予想される。

## 類型
異化は、同化と同じように、影響を受ける分節に隣接する分節に対する発音の変化と離れた分節に対する発音の変化があり、先行する分節に対する変化と後続する分節に対する変化がある。同化と同様、逆行異化は、順行異化よりもはるかに一般的だが、同化とは異なり、ほとんどの異化は、連続していない分節が引き金となって起こる。また、多くの同化が音法則の特徴を持つのに対し、異化はほとんどなく、特定の語彙に起きる突発的な特徴を持つ。

### 逆行異化
遠距離での逆行異化（圧倒的に多い）：
- ラテン語の*medio-diēs（「半ば-日」、すなわち「正午」または「南」）はmerīdiēsとなった。ラテン語 venēnum「毒」 > イタリア語 veleno. このカテゴリーには、体系的な音法則の珍しい例として、グラスマンの法則として知られるギリシャ語とサンスクリット語の有気音の異化が含まれる： *thi-thē-mi 「私は置く」（重複接頭辞を持つ）>ギリシャ語tí-thē-mi (τίθημι)、*phakhu「厚い」>ギリシャ語pakhus (παχύς)、*sekhō「私は持っている」>  *hekhō > ギリシア語 ékhō (ἔχω; cf. 未来形 *hekh-s-ō > héksō ἕξω)。eks-が含まれる数多くの形（またはその影響の組み合わせ）に汚染されている可能性もあり疑わしいが、etceteraに由来する英語の "eksetera"のように、"ect. "という一般的なスペルミスは異化を暗示する。

連続する分節からの逆行異化（非常にまれ）：
- 一連の摩擦音における摩擦音から閉鎖音への変化は、ここに属するかもしれない： ドイツ語sechs /zeks/ （綴りから証明されるように、/k/は以前は摩擦音であった）。サンスクリットでは、元々2つの歯擦音が連続する場合は、必ず最初の歯擦音が閉鎖音になる（しばしば、さらに発展する）：語根 vas- 「服」、未来 vas-sya- > vatsya-; *wiś-s 「一族」（nom.sg.) > *viťś > *viṭṣ > viṭ（語末の子音連続は簡略化される）; *wiś-su 処格 pl. > *viṭṣu > vikṣu. 英語amphitheaterは非常に一般的に"ampitheater"と発音される（ただし、綴り字発音spelling pronunciationはここでの話の一部または全部かもしれない）。ロシア語の конфорка [kɐnˈforkə]はオランダ語のkomfoor「火鉢」に由来する。

### 順行異化
遠距離での順行異化（かなり一般的）：
- 英語のpurpleは中英語ではpurpulやpurpure（中期フランス語ではporpre）で、古典ラテン語のpurpura「紫」に由来し、/r/が/L/に異化したものである。ラテン語rārus「まれな」＞イタリア語rado。cardamomは一般的にcardamonと発音される。中英語では、舌頂音が先行している -n で終わるいくつかの語で、-n が -m に変化した：seldom, random, venom.英語のmarbleは究極的にラテン語のmarmorに由来する。ロシア語のфевраль /fevrˈalʲ/「2月」はラテン語のFebruāriusに由来する。
- スペイン語では、/r/と/l/の相互変化はよく見られる。一覧はスペイン語史 # 流音/l/と/r/の相互変化 § を参照のこと。バスク語でも、異化が頻繁に起こる。

連続する分節からの順行異化（非常にまれ）：
- - ラテン語 hominem (「人」、対格)  > 古スペイン語 omne > omre > スペイン語 hombre
  - ラテン語 nomine (「名前」、奪格) > nomre > スペイン語 nombre
  - 英語 chimney (標準形) > chim(b)ley (方言形)
  - スラヴ祖語 *svobodà 「自由」 > スロバキア語 sloboda (vs. チェコ語 svoboda)
  - アイルランド語では、多くの方言で音連続/mn/が/mɾ/に変化する。

## パラダイム的異化
音変化により、文法パラダイムの要素が混同し始めると、言葉の言い換えでは似た語との違いがわかりにくくなり、形が異化することがある。例えば、現代韓国語では、首都ソウルの多くの人々によって母音/e/と/ɛ/が統合されつつあり、一人称所有代名詞내 /nɛ/「僕の」との混同を避けるために、二人称所有代名詞네 /ne/「君の」は、니 /ni/に移行しつつある。
同様に、英語のshe（歴史的にはheo）は、heからの異化によって現代のshの形を獲得した可能性がある。しかしそのメカニズムがheoの特異な音変化（口蓋化）であったのか、heoを女性指示代名詞seoで置き換えたのかは明らかではない。